# 北陸配電
北陸配電株式会社（ほくりくはいでん かぶしきがいしゃ）は、太平洋戦争中の1942年（昭和17年）から戦後の1951年（昭和26年）にかけて、北陸3県を配電区域として営業していた電力会社である。配電統制令に基づき日本全国に設立された配電会社9社のうちの一つで、北陸電力の前身にあたる。
本店は富山市。1942年4月に北陸3県（ただし福井県若狭地方を除く）の主要電気事業を統合して設立され、翌年3月までに管轄地域の配電事業をすべて吸収し、全国規模で発送電事業を統合した日本発送電と当該地域の電気事業を分掌した。1951年5月、電気事業再編成令の適用により解散し、その事業は日本発送電の一部事業とともに発送配電の一貫経営を担う北陸電力へと引き継がれた。
本項では、北陸配電に統合された事業者の一つで、民間事業者の自主統合によって1941年（昭和16年）に設立された北陸合同電気株式会社（ほくりくごうどうでんき）についてもあわせて記述する。

## 概要
北陸配電株式会社は、「配電統制令」（昭和16年8月30日勅令第832号）に基づき設立され、配電事業の統制のため配電事業を経営した電力会社である。全国に9社設立された同様の配電会社のうち、北陸配電は富山県・石川県の全域と福井県のうち若狭地方（三方郡・遠敷郡・大飯郡）を除いた地域、それに岐阜県吉城郡坂下村（現・飛騨市の一部）を配電区域とした。吉城郡神岡町を含まない点が後身北陸電力の供給区域と異なる。
発足は1942年（昭和17年）4月1日。設立の手続きとして、まず配電統制令公布・施行後の1941年（昭和16年）9月、配電統制令に基づく逓信大臣の北陸配電株式会社設立命令が北陸合同電気・日本電力・京都電灯と市営供給事業を営む金沢市を対象に下る。うち北陸合同電気は直前の1941年8月に、日本海電気・高岡電灯など北陸3県の主要民間事業者12社の自主統合により新設された電力会社である。これら4事業者により北陸配電の設立準備が進められ、翌1942年3月28日に富山電気ビルにて創立総会開催、4月1日4事業統合により北陸配電株式会社設立に至った。本店は富山県富山市に置かれた。
設立の時点においては、4事業の統合（第1次統合）を実施したのみで管轄地域の配電統制を全面的に実現したわけではなかった。残存配電事業の統合（第2次統合）は1942年12月1日と翌1943年（昭和18年）3月1日の2度に分けて実施され、合計9の事業を統合した。さらに1944年（昭和19年）1月1日付で2つの電気利用組合から自家用電気工作物施設を統合している（第3次統合）。統合後の電力国家管理体制の下では、全国規模で事業を展開する日本発送電が発電・送電部門を分掌し、北陸配電が地域内の配電部門を担当した。ただし北陸配電が発送電部門を一切持たなかったわけではなく、日本発送電からの受電量より発電量が少ないものの自社発電所を持った。
戦後の1950年（昭和25年）11月、電力国家管理体制の廃止と電気事業の再編成を目的とする「電気事業再編成令」（昭和25年11月24日政令第342号）が公布された。同令により日本発送電と北陸配電を含む配電会社9社の解散が決定。1951年（昭和26年）5月1日、電気事業再編成が実行に移され、北陸地方では北陸配電区域の全域と中部配電区域であった神岡町を供給区域とする北陸電力株式会社が発足し、北陸配電の全設備と日本発送電・中部配電の設備の各一部を継承した。

## 前史

### 北陸3県における電気事業の発達

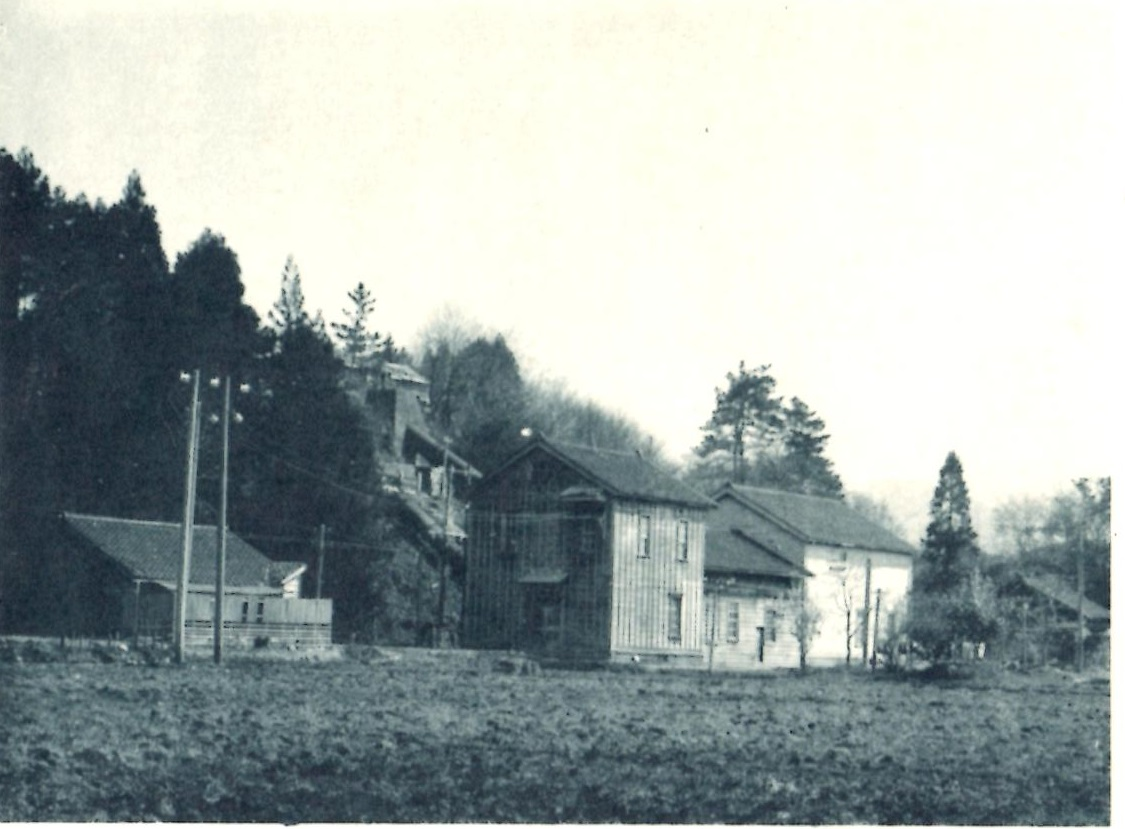
北陸最初の電気事業用発電所である日本海電気大久保発電所（1932年）

日清戦争後の企業勃興期にあたる1899年（明治32年）4月2日、富山電灯（後の富山電気・日本海電気）により富山県富山市において電気事業が開業した。次いで同年5月福井県福井市にて京都電灯福井支社が開業、翌1900年（明治33年）6月には石川県金沢市にて金沢電気（後の金沢電気瓦斯）も開業する。これら北陸3県の各県庁所在地に続き、1903年（明治36年）12月には富山県高岡市でも高岡電灯が開業している。以上の早い段階で出現した4都市の電気事業のうち、福井市のみ社名の通り京都市の会社による事業であったが、その他はそれぞれの地元資本の会社によって経営された。
日露戦争後の時期にはさらに多くの事業者が出現し、石動電気（富山県石動）・七尾電気（後の能登電気、石川県七尾）・小松電気（石川県小松）・大聖寺川水電（石川県大聖寺）・越前電気（福井県鯖江・武生）・敦賀電灯（福井県敦賀）などが相次いで開業する。さらに既存4事業者もそれぞれ供給区域を拡大したことから、1912年（明治45年）までに当時8000人以上の人口があった北陸3県の13町すべてで電気の供給が始まった。大正時代に入るとそれより小さな町や農村部でも電気事業の起業が始まる。さらに第一次世界大戦による大戦景気期には、富山電気や新興の立山水力電気により、大規模水力発電によって得た電力を電気化学工場へと供給する、という形態の電気事業が生まれた。
1920年代以降、北陸3県では電気事業の集約が進む。富山県および石川県能登地方では日本海電気と高岡電灯が統合の核となり、能登電気などが前者に、石動電気などが後者へと合併されていった。石川県加賀地方では中核事業者であった金沢電気瓦斯が1921年（大正10年）に金沢市営事業と金沢電気軌道の2つに事業を分割され消滅。その上、金沢電気軌道は高岡電灯、小松電気は日本海電気、大聖寺川水電は京都電灯の傘下にそれぞれ組み入れられていった。福井県では敦賀電灯を合併した京都電灯と地元の越前電気の2社が勢力を拡大した。
以上のような地域別の電気事業者とは別に、北陸地方の豊かな水力資源を開発し近畿や関東へと送電するという事業者も出現する。代表的なのは業界大手「五大電力」の一角を占める日本電力と大同電力で、日本電力は1924年（大正13年）に富山県から岐阜県経由で大阪府へと至る送電線を、1928年（昭和3年）に富山県と関東を結ぶ送電線を順次整備し、大同電力は子会社昭和電力を通じて1929年（昭和4年）に富山県から石川・福井両県経由で大阪府へ至る送電線をそれぞれ整備した。日本電力については富山県内の一部に電力供給区域を設定しており、大工場への電力供給を積極的に展開している。

### 配電統制をめぐる議論

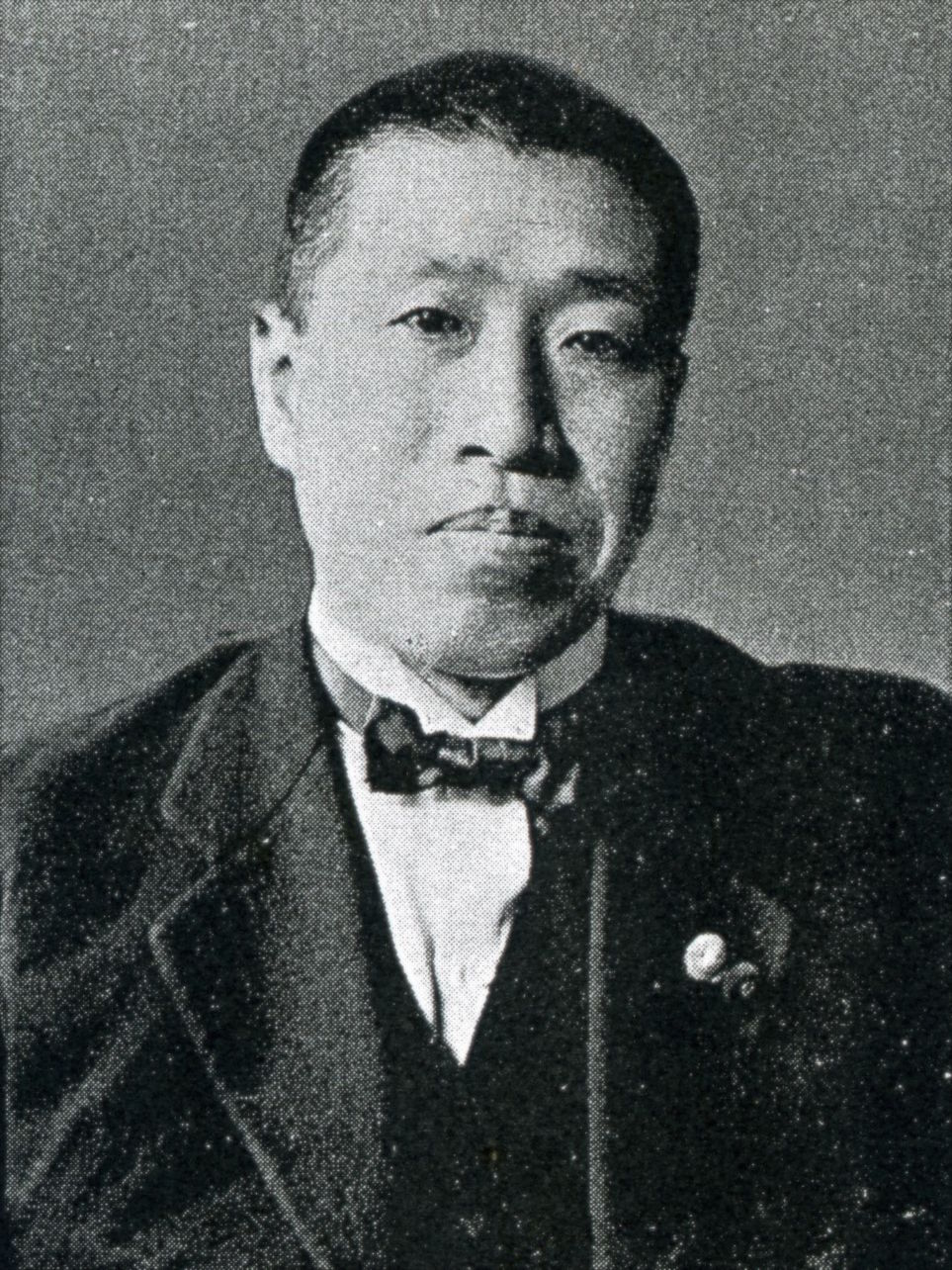
電力管理法成立時の逓信大臣永井柳太郎

日中戦争開戦後の1938年（昭和13年）3月に電力管理法が成立し、翌1939年（昭和14年）4月に日本発送電が発足、政府が日本発送電を通じて全国の電力を管理するという電力国家管理の時代が始まった。
1940年（昭和15年）になると、日中戦争の長期化という情勢の下で、日本発送電の体制強化に加えて配電事業の国家統制にまで踏み込んだ電力国家管理政策の検討が急速に推進されるようになる（第2次電力国家管理）。同年9月には日本発送電への設備出資対象の拡大および全国を数ブロックに分割して地域内の配電事業をすべて統合してブロック別に一つずつ国策配電会社を設立する、という方針が閣議決定されるに至る。2つのうち日本発送電の体制強化は翌1941年（昭和16年）4月に電力管理法施行令改正という形で実行される。配電統制については同年8月30日、配電統制令公布・施行という形で実施が決定した。
この間、配電統制については区割りについての議論が続いた。まず1940年10月7日、電気庁内の会議で全国を以下のように9ブロックに分割する案が決定された。
- 北海道地区 ： 北海道一円
- 東北地区 ： 東北地方
- 関東地区 ： 関東地方と山梨県・静岡県
- 北陸地区 ： 新潟・富山・石川・福井4県と長野県の南信地方以外、福島県内の新潟電力区域、群馬県内の長野電気区域
- 中部地区 ： 愛知・岐阜・三重3県と長野県南信地方
- 大阪地区 ： 近畿地方
- 中国地方 ： 中国地方
- 四国地区 ： 四国一円
- 九州地区 ： 九州一円と沖縄県

この案では長野県は県内が南北に分割されるため長野県知事から反対意見があり、北陸ブロックをめぐり電気庁内で議論が続けられた。その後10月24日になり、各省との調整を経たうえで電力管理調査会が北陸・中部のブロックを統合した全国8ブロック案を発表した。ところがこの8ブロック案は、富山・石川・福井3県による北陸ブロックの独立運動を招く。しかし結局、1941年4月、逓信省は全国を8ブロックに分割する旨を盛り込んだ「配電事業統合要綱」を発表した。
要綱の発表に伴い同年5月、中部地区における配電会社の設立準備委員会が設置された。参加事業者は東邦電力・日本電力・矢作水力・揖斐川電気工業（現・イビデン）・伊那電気鉄道・長野電気・信州電気・中央電気・中央電力・中部合同電気・日本海電気・京都電灯の民間12社に市営事業を営む静岡市・金沢市を加えた合計14事業者である。

### 北陸合同電気の成立
上記のように政府が第2次電力国家管理を推進する中で、北陸を代表する電力会社日本海電気にて社長を務める山田昌作は、過度の国家介入を避けるべく電気事業の自主統合実現を目指した。もう一つの主要電力会社高岡電灯の社長菅野伝右衛門の合意を取り付けると監督官庁の名古屋逓信局も北陸3県の事業統合を督励するようになり、それもあって統合議論が一挙に進展。1940年12月から合併準備委員会で具体案が議論され、翌1941年3月10日、合併契約の調印へと進んだ。
この合併契約に調印した事業者は日本海電気・高岡電灯・金沢電気軌道・小松電気・大聖寺川水電・越前電気の6社に日本海電気系の立山水力電気・雄谷川電力、高岡電灯系の出町電灯・手取川水力電気・石川電気・石川電力を加えた合計12社。福井県内の事業だけを分離するのが困難な京都電灯と公営事業者の金沢市は北陸3県の主要事業者でありながら統合に参加していない。合併方式は各社が解散して新会社を設立する新設合併であり、新会社北陸合同電気株式会社を設立するものとされた。日本発送電設立時の資産評価方法を踏襲して各社の資産評価額を算出したところ、新会社の資産総額は1億3105万円に上ったが、急激な資本膨張を避けるため評価額を切り下げ、新会社の資本金は公称8800万円・払込7212万2500円と決定された。
合併契約調印直後の4月に逓信省が発表した「配電事業統合要綱」では配電統合を全国8ブロックに分けて実施するものとされ、北陸地方は中部地区に含まれる予定であった。政府方針が北陸地方の独立を前提としないため北陸合同電気の設立意義を疑問視する意見が発生するが、一方でこの自主統合実現が北陸ブロックの独立に繋がるとの意見もあり、議論が続く。7月初頭の逓信省内会議でも8ブロック案の方針が再確認され、北陸合同電気設立は取り止めるべきとの意見が優勢となるが、主唱者の山田昌作は北陸ブロック独立を目指して自主統合をそのまま推進する方針を打ち出し、7月12日、北陸合同電気設立委員会で既定方針通り新会社を設立する旨が決定される。そして7月29日に北陸合同電気創立総会が開催され、3日後の8月1日付で合併が成立、旧会社12社は一斉に解散して新会社北陸合同電気が設立された。
北陸合同電気の取締役会長には高岡電灯から菅野伝右衛門が、取締役社長には日本海電気から山田昌作がそれぞれ就任。本社は日本海電気本社が入居していた富山市の富山電気ビルに構え、富山・高岡・金沢の3都市に支社を置いた。

#### 統合事業者の概要
統合12社の社名、所在地、統合時の払込資本金、主な供給区域は下表の通り。
| 事業者名             | 所在地               | 統合時の払込資本金 | 主な供給区域                                                        | 備考                         |
| -------------------- | -------------------- | ------------------ | ------------------------------------------------------------------- | ---------------------------- |
| 日本海電気（株）     | 富山県富山市         | 3687万5000円       | 富山県・石川県能登地方 主な都市は富山・滑川・魚津・氷見・七尾・輪島 | ガス供給事業兼営             |
| 高岡電灯（株）       | 富山県高岡市         | 983万円            | 富山県西部・石川県能登地方 主な都市は高岡・新湊・石動               |                              |
| 出町電灯（株）       | 富山県東礪波郡出町   | 15万円             | 富山県東礪波郡出町ほか                                              |                              |
| 金沢電気軌道（株）   | 石川県金沢市         | 525万円            | 石川県加賀地方 主な都市は金沢                                       | 鉄軌道・バス事業兼営         |
| 小松電気（株）       | 石川県能美郡小松町   | 300万円            | 石川県加賀地方・富山県東部 主な都市は小松                           |                              |
| 大聖寺川水電（株）   | 石川県江沼郡大聖寺町 | 200万円            | 石川県加賀地方南部 主な都市は大聖寺                                 |                              |
| 越前電気（株）       | 福井県今立郡鯖江町   | 488万円            | 福井県越前地方 主な都市は武生・三国                                 |                              |
| 立山水力電気（株）   | 富山県富山市         | 312万5000円        | 区域なし（特定電気供給事業）                                        |                              |
| 手取川水力電気（株） | 石川県金沢市         | 60万円             | 区域なし（特定電気供給事業）                                        | 金沢電気軌道・金沢市営へ供給 |
| 石川電気（株）       | 石川県金沢市         | 40万円             | 区域なし（特定電気供給事業）                                        | 金沢市営へ供給               |
| 石川電力（株）       | 石川県石川郡林村     | 4万円              | 区域なし（特定電気供給事業）                                        | 金沢電気軌道へ供給           |
| 雄谷川電力（株）     | 石川県能美郡小松町   | 60万円             | 区域なし（特定電気供給事業）                                        | 小松電気へ供給               |

#### 付帯事業の処理
上表にある通り、北陸合同電気には付帯事業として日本海電気から都市ガス供給事業（富山市内で展開）が、金沢電気軌道から鉄軌道・バス事業がそれぞれ持ち込まれた。
このうち日本海電気から引き継いだガス事業や、同社が所有していた関係会社株式については、北陸合同電気から分離する方針が立てられた。また北陸合同電気設立にあたって旧日本海電気との株式交換比率が1対1に設定されたこともあって、その処理には特別な措置が講じられた。その手順は、
1. 分離予定の資産をひとまず北陸合同電気に移し、その額に見合う交付金（払込金額の2割、737万5000円）を旧日本海電気の株主へ支払う。
2. 交付金を受け取った株主は、交付金をそのまま「日本海産業株式会社」設立のための株式払込みに充当する。
3. 新会社を1941年10月1日付で設立。新会社が払込金をもって北陸合同電気からガス事業とその関連資産ならびに旧日本海電気が持っていた関係会社株式、計737万5000円の資産を買い取る。

というものであった。しかしこの日本海産業は発足後1年間で配当統制強化のため機能を失って、1942年（昭和17年）10月15日に解散した。ガス事業だけは改めて設立された日本海瓦斯（現・日本海ガス）に継承された。
また鉄軌道・バス事業についても後述の北陸配電設立準備の過程で整理する必要が生じたため、これら交通事業の資産を現物出資して資本金500万円にて新会社北陸鉄道を設立している（1942年4月1日発足）。

### 日本発送電への設備出資

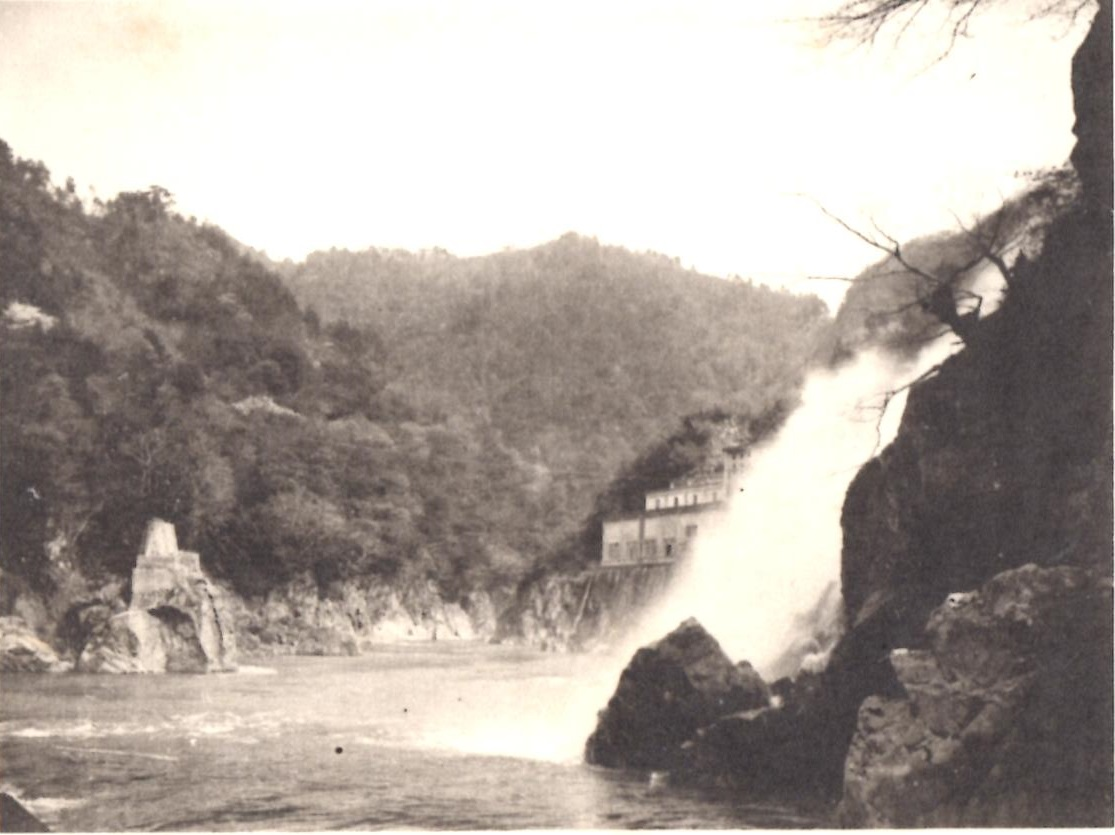
庵谷第二発電所（1932年）

第2次電力国家管理に伴って行われた1942年4月1日付の日本発送電への第2次出資（第1次出資は半年前の1941年10月1日付）に際し、北陸合同電気は対象事業者の一つとなった。1941年8月2日付で公告された出資命令によると、日本発送電株式会社法第4条に基づき日本発送電へ出資すべきとされた設備は以下の通りであった（なお、公告では事業者名が北陸合同電気ではなく「日本海電気」となっている）。
- 水力発電所 ： 5か所
  - 小口川第一・小口川第二・小口川第三・庵谷第一・庵谷第二各発電所
- 火力発電所 ： 1か所＝富山発電所
- 送電設備 ： 送電線7路線
- 変電設備 ： 変電所1か所

出資設備評価額は1698万9395円50銭であり、出資の対価として北陸合同電気には日本発送電の額面50円全額払込済み株式33万9787株（払込総額1698万9350円）と端数分の現金45円50銭が交付された。
なお、日本発送電は第2次電力国家管理に際し、北陸地方（ここでは北陸3県に岐阜県吉城郡を加えた同社富山支店管内を指す）においては日本電力・庄川水力電気・神岡水電・矢作水力・北陸合同電気から合計22か所の発電所を継承している。1939年に大同電力・昭和電力から引き継いだ4か所の発電所とあわせ、1942年4月の第2次出資完了時における富山支店の総発電力は54万2,980キロワットに及んだ。

## 北陸配電の設立過程

### 設立命令の発令

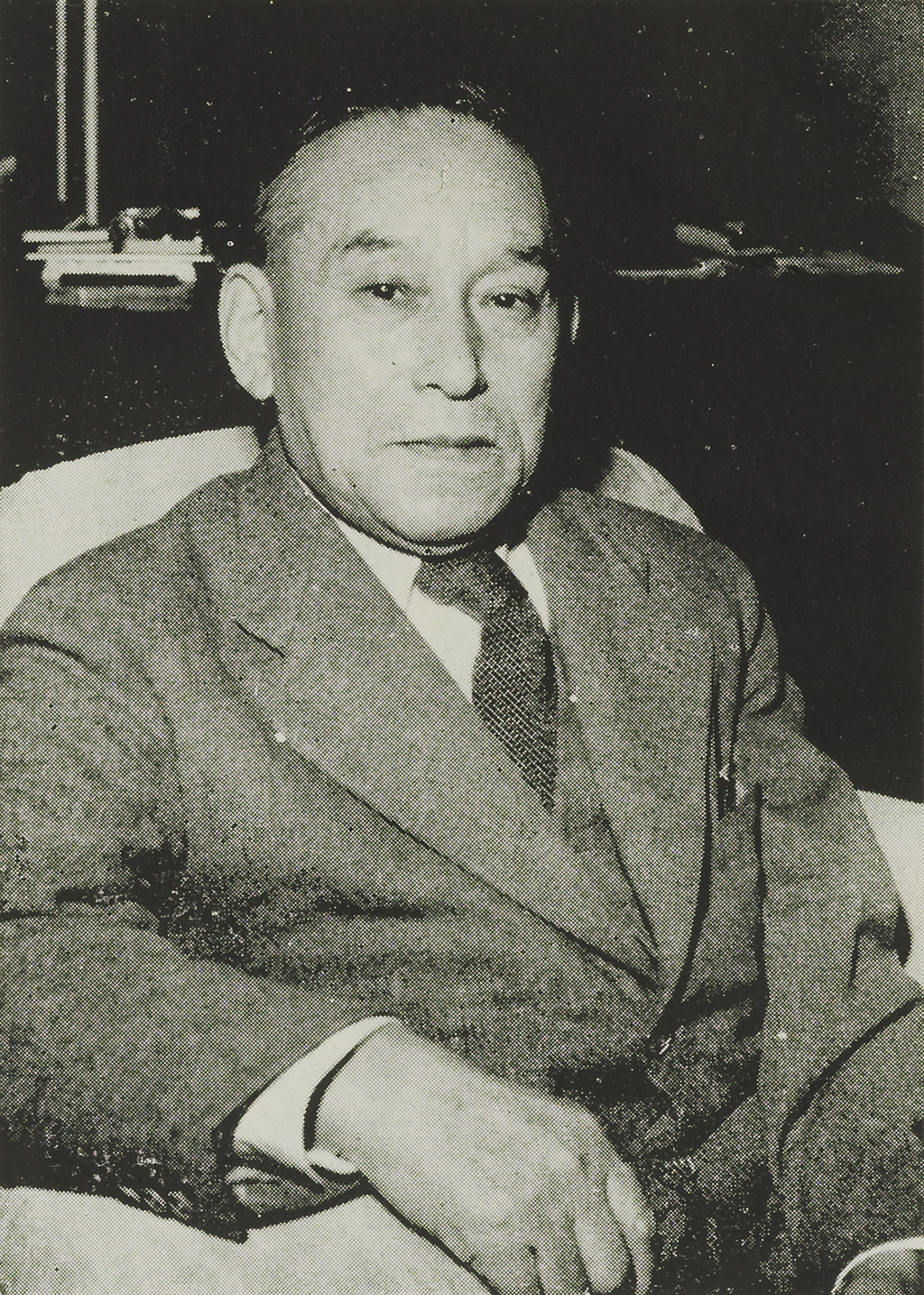
設立命令発令時の逓信大臣村田省蔵

懸案であった配電会社の区割りについては、北陸合同電気設立と並行して1941年7月30日から開催された配電統制令に関する総動員審議会の審議の結果、8月3日、全国を8ブロックではなく暫定的に9ブロックに分割して配電統合を実施する、すなわち中部地区を二分し北陸3県を暫定的に独立させる方針が最終決定された。1か月で8ブロック方針が覆り北陸独立が認められた背景には、山田昌作が逓信省に対して行った連日の陳情活動が影響しているという。8月6日、中部配電設立準備委員会でも当局より北陸配電の設立意向が表明され、これを受けて北陸の事業者は同会より脱退して19日改めて北陸配電の設立準備委員会を立ち上げた。
配電統制令施行後の同年9月6日、逓信大臣より地区ごとに計9社の配電会社を設立するという配電会社設立命令書が全国の対象事業者に一斉に交付された。北陸地方における「北陸配電株式会社」設立命令の受命者は、北陸合同電気・京都電灯・日本電力と市営電気供給事業を営む金沢市の4事業者である。4事業者に交付された設立命令書は、同年9月20日の公告によると、おおむね以下のような内容であった。
- 配電統制令第2条[注釈 3]の規定により、金沢市・日本電力・北陸合同電気・京都電灯に対し下記の配電会社設立を命ずる。
  - 設立すべき配電株式会社の商号・配電区域 ：
    - 商号 ： 北陸配電株式会社
    - 配電区域 ： 富山県・石川県・福井県、ただし福井県三方郡・遠敷郡・大飯郡は当分の間関西配電の配電区域とする。

  - 配電株式会社となるべき株式会社の商号 ： 北陸合同電気
  - 電気供給事業設備を出資すべき者の名称 ： 金沢市・日本電力・京都電灯
  - 出資すべき電気供給事業設備の範囲 ：
    - 指定の発電設備・送電設備・変電設備と、配電区域内にある配電設備・需要者屋内設備・営業設備の一切

  - 北陸配電設立期限 ： 1942年4月1日

受命4事業者のうち、京都電灯は北陸配電以外にも関西配電の設立を命ぜられ、日本電力も関西配電・中部配電・関東配電の設立を命ぜられている。なお設立命令書にて関西配電の配電区域に含むとされた福井県若狭地方は京都電灯の若狭支店管内にあたるが、送電系統や地理的関係から関西地区に含めることが中部配電設立準備委員会の段階ですでに決定されていたものである。

### 北陸配電の設立
1941年9月20日、設立命令を受けて北陸配電設立委員会が立ち上げられ、以後設立に向けた準備が進められる。12月には資本金を1億3800万円とし、出資設備の評価額を北陸合同電気7495万5000円・金沢市1400万円・京都電灯1175万6000円・日本電力630万4000円として、各事業者にはそれに見合う数の北陸配電株式（額面50円）を交付することがと決定された。翌1942年（昭和17年）1月には金沢市会と各社の株主総会にて北陸配電設立が承認された。
その他詳細な準備を経て、1942年3月28日、富山電気ビルにて北陸配電の創立総会が開催された。総会では役員が選出され、社長に北陸合同電気社長山田昌作、副社長に日本発送電理事の野口寅之助が就いた。そして4日後の4月1日、登記完了とともに北陸配電は発足、業務を開始した。
以上の北陸配電設立に伴う統合を「第1次統合」と称する。統合事業者の概要は以下の通り。
| 事業者名           | 所在地       | 資本金 （払込資本金）       | 供給区域                                                          |
| ------------------ | ------------ | --------------------------- | ----------------------------------------------------------------- |
| 北陸合同電気（株） | 富山県富山市 | 8800万円 （7212万5000円）   | 上記参照                                                          |
| 京都電灯（株）     | 京都市下京区 | 8000万円 （6320万円）       | 北陸では福井県（若狭地方を含む） 主な都市は福井・大野・敦賀・小浜 |
| 日本電力（株）     | 大阪市北区   | 2億2280万円 （1億6845万円） | 北陸では富山県                                                    |
| 金沢市（公営）     | 石川県金沢市 | -                           | 金沢市・石川郡戸板村                                              |

第1次統合の結果、北陸合同電気は「配電株式会社となるべき株式会社」のため設立と同時に消滅し、設備を出資した京都電灯は4月1日当日に解散した。金沢市でも電気事業を担当していた電気水道局が3月31日に解散している。一方で日本電力は証券保有会社「日電興業」に衣替えして会社自体は存続した。

### 第2次統合と配電区域変更
北陸配電の配電区域は、富山・石川両県の全域と若狭地方を除く福井県、と規定されたが、第1次統合の対象は固定資産500万円以上の事業者に限定されたことから、統合後も区域内には中小事業者が点在していた。これらを統合すべく北陸配電では第2次統合に着手する。統合対象は9事業者で、1942年12月1日と翌1943年（昭和18年）3月1日の2度に分割して統合が実施されている。統合した配電事業者とその概要は以下の通り。
| 1942年12月1日統合（5事業者） | 1942年12月1日統合（5事業者） | 1942年12月1日統合（5事業者） | 1942年12月1日統合（5事業者） |
| 事業者名                     | 所在地                       | 資本金                       | 供給区域                     |
| ---------------------------- | ---------------------------- | ---------------------------- | ---------------------------- |
| 五箇山電気（株）             | 大阪市北区                   | 10万円                       | 富山県東礪波郡上平村・平村   |
| 利賀電気（株）               | 富山県東礪波郡井波町         | 20万円                       | 富山県東礪波郡利賀村         |
| 加積電気（株）               | 富山県中新川郡北加積村       | 10万円                       | 区域なし（特定電気供給事業） |
| 土肥庄太郎（個人）           | 富山県中新川郡大岩村         | -                            | 富山県中新川郡大岩村         |
| 片貝谷村（公営）             | 富山県下新川郡片貝谷村       | -                            | 富山県下新川郡片貝谷村       |
| 1943年3月1日統合（4事業者）  |                              |                              |                              |
| 事業者名                     | 所在地                       | 資本金                       | 供給区域                     |
| 温泉電軌（株）               | 石川県江沼郡山代町           | 150万円                      | 石川県江沼郡ほか             |
| 勝山電力（株）               | 福井県大野郡勝山町           | 40万円                       | 福井県大野郡勝山町ほか2村    |
| 鶴来町（公営）               | 石川県石川郡鶴来町           | -                            | 石川県石川郡鶴来町・内川村   |
| 南保村（公営）               | 富山県下新川郡南保村         | -                            | 富山県下新川郡南保村         |

なお1942年8月5日付で利賀電気に対し、同年11月24日付で勝山電力・鶴来町・南保村に対し、それぞれ配電統制令第26条第1項に基づく北陸配電への電気供給事業譲渡命令が逓信大臣より発令されている。また第2次統合対象事業者中、温泉電軌は電気軌道事業を本業としており、電気供給事業のみを北陸配電に引き渡して会社自体は存続した（ただし半年後の1943年10月交通事業統合で北陸鉄道となった）。
第2次統合とは別に、1943年3月31日付で設立命令書第2条にある配電区域の変更が命ぜられ、中部配電の配電区域から削除された岐阜県吉城郡坂下村（現・飛騨市の一部）が北陸配電の配電区域に追加された。坂下村は、県境を挟んだ富山県婦負郡細入村大字蟹寺・加賀沢（現・富山市蟹寺・加賀沢）とともに1925年（大正14年）3月より日本電力の供給区域であった地域にあたる。

### 第3次統合と山間部供給
山間部を中心として散在していた電気事業の空白地域では、大正以降、産業組合（電気利用組合）や住民共同による自家用電気工作物施設という形の電気利用が広がっていた。一例として、電気事業者が進出しなかった富山県婦負郡山田村（現・富山市）では1924年（大正13年）に施設使用認可を受けた「山田信用購買販売利用組合」が自らの水力発電所（出力40キロワット）により供給にあたった。電気事業者の廃業により産業組合がその施設を引き継ぐ場合もあり、例えば婦負郡卯花村（現・富山市）では村内に供給する別荘川水電（1920年開業）の施設を1930年（昭和5年）に「卯花信用購買販売利用組合」が継承している。
北陸配電設立1年後にあたる1943年2月時点では、北陸配電管内に利用組合自家用電気工作物施設が27件、共同自家用電気工作物施設が18件存在した。北陸配電はこれらの処遇について名古屋逓信局から検討を求められたことから、1944年（昭和19年）1月1日付で第3次統合として上に挙げた山田信用購買販売利用組合・卯花信用購買販売利用組合の施設を統合した（第3次統合）。
なお、配電統制の段階でも電気利用組合などもなく自治体単位で電気のない地域が存在した。一つは富山県婦負郡大長谷村（現・富山市）で、1943年になって供給が始まる。もう一つは石川県鳳至郡西保村（現・輪島市）で、同村での供給開始は1946年（昭和21年）であった。

## 戦時下の北陸配電

### 戦時下の供給

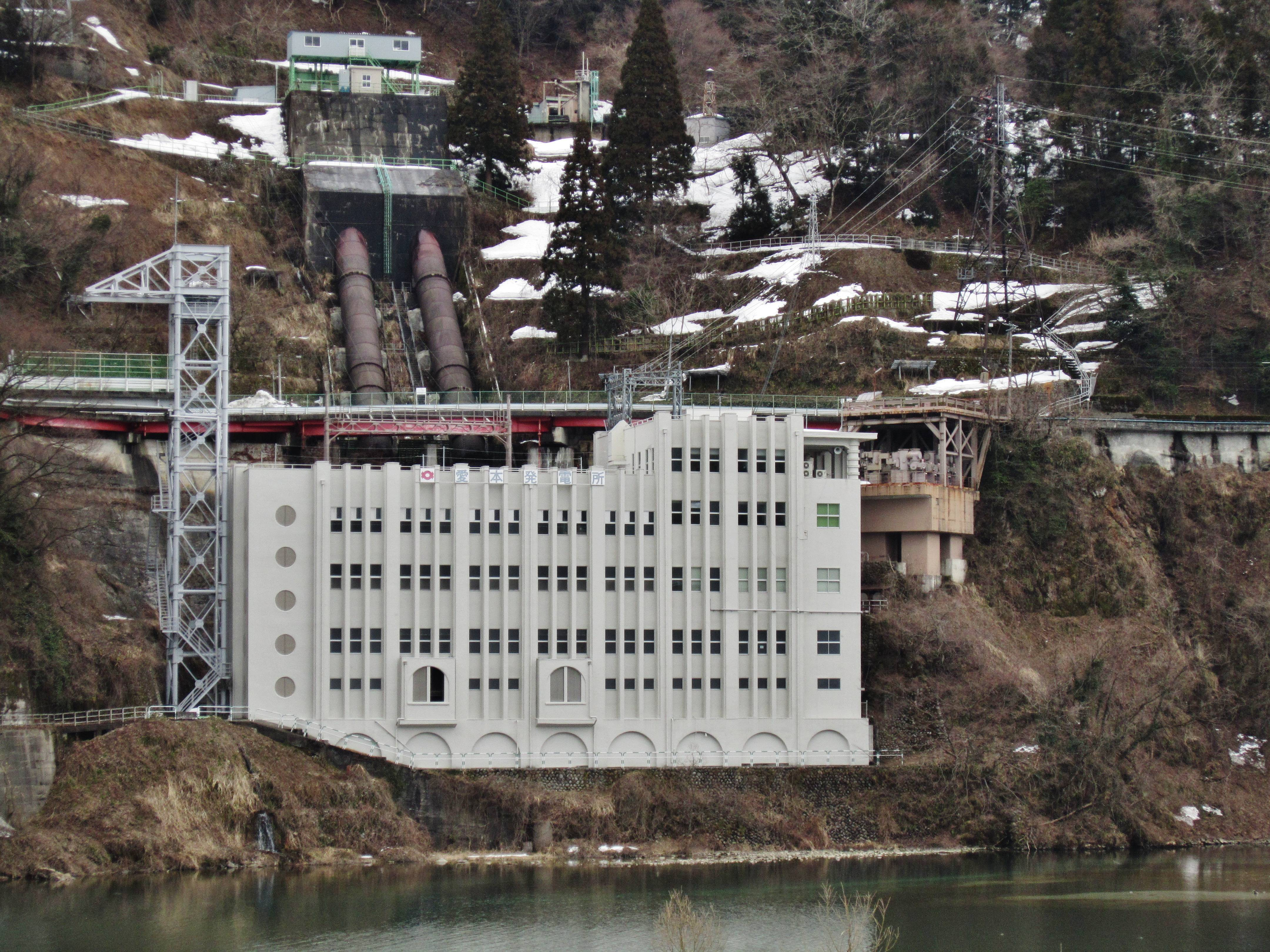
関西電力愛本発電所（2011年）
日本発送電に属した発電所の一つで、富山県より出資された。

全国規模の発電・送電事業を経営した国策会社日本発送電のうち、北陸3県と岐阜県吉城郡を管轄した富山支店（1944年8月より「北陸支店」）に属する発電所は、1942年5月以後の既設発電所取得と新増設により1945年（昭和20年）8月には総出力80万3,370キロワット（うち火力1万キロワット）に達した。日本発送電ではその供給力のうち4割前後を北陸配電への供給に充てた。
北陸配電の側から見ると、日本発送電からの受電は電源（発受電電力量）のうち6割程度を占めた。また同社以外の主要受電先として日本発送電の統合対象から漏れていた黒部川電力がある。自社発電とこれら日本発送電その他からの受電の比率は1対3であった。その北陸配電自社発電所はすべて水力発電所である。1942年4月の会社設立時、北陸配電は北陸合同電気・京都電灯・金沢市からそれぞれ発電所を引き継ぎ、計58か所・総出力9万6,639キロワットの水力発電所を持った。以降も第2次統合・第3次統合に伴う発電所の取得や、既設発電所の改良による出力増強工事が行われた結果、1945年3月末時点で発電所数は68か所、総出力は10万855.7キロワットとなった。
戦時下の供給量は1944年度がピークであり、同年度の販売電力量は24億キロワット時に達した。電灯供給と電力供給の割合は4対96であり電力供給が圧倒する。供給先は軍需産業にかかわる重化学工業が主体であり、金属・機械工業および化学工業向けの電力供給だけで全販売電力量の89パーセントを占める。これらは富山県内に集中する。電灯供給は1944年度末時点で需要家数43万6942戸・使用灯数194万8060灯であった。

### 戦時下の経営
北陸配電は、公称1億3800万円・払込1億1948万5875円の資本金をもって発足した。翌1943年（昭和18年）8月30日、総株式数276万株のうち設立時から所有していた自社株6万株を償却し、公称1億3500万円・払込1億1679万5900円へと減資している。その後自社所有の日本発送電の株式を自社株と交換する形で自社株14万株を取得し、これを1945年7月3日付で償却して公称1億2800万円・払込1億1185万3400円へと再び減資した。
北陸配電の業績は、日本発送電や他の配電会社と同様に政府の操作が加えられたものであった。具体的には、政府は日本発送電の電力卸売料金を操作することで各配電会社が同水準の配当を捻出できるよう調整する（プール計算制）とともに、日本発送電に対しては政府補給金を支出して経営を支え、一般物価の上昇を抑える国策のために電気料金値上げを抑制したのであった。政府の操作によって計上された利益はほとんどが配当に回され、設立時から1943年上期までの3期は年率7パーセントの配当を維持したものの、企業に対する課税強化に伴い納税積立金を設定したため1943年下期以降は減配が続いた。
営業面では電気料金制度の整理・統一も進められた。北陸配電の発足当初は統合前の事業者の料金制度を暫定的に引き継いだが、1942年10月1日付で電灯について、同年12月1日付で電力について料金制度の社内統一が実現した。この段階では料金の地域的な格差が残ったが、戦争末期の1945年7月1日付で戦時下のインフレーションに伴う料金値上げが実施され（電灯は約5割増・電力は約2割増）、管内全域均一の電灯・電力料金となった。なお電灯料収入と電力料収入の比率は供給量よりも差が小さくおよそ1対3であった。

### 戦災被害
太平洋戦争の末期になると北陸配電管内の都市に対する空襲が始まり、1945年7月敦賀と福井、8月富山で戦災被害があった。被害は配電線・電柱の損壊、変圧器・計器の焼失など3都市における配電設備が中心で、他に送電線の断線・支持物損害、事業所・社宅・倉庫の被災などがあった。被害総額は414万5千円に及ぶ。
戦争末期の軍需生産の行き詰まりによる収入減に加え、上記戦争被害に伴う戦災損失金の償却を行ったため、終戦直後の1945年上期（9月）決算では利益が0円になり無配を余儀なくされた。

## 戦後の北陸配電

### 終戦後の変化
太平洋戦争終戦後、北陸配電経営陣にも変化があり、まず1946年（昭和21年）5月30日、設立以来副社長を務めていた野口寅之助が退任し経理担当理事であった金井久兵衛と交代した。半年後の11月29日、設立以来社長を務めていた山田昌作も辞任する。山田の辞任は公職追放を予想したため、また持病の悪化のためといわれる。翌日金井が第2代社長に就任するが、金井自身も公職追放の対象となったことから、翌1947年（昭和22年）12月14日付で退任し、1946年9月から常務を務める西泰蔵が第3代社長に就任した。以後西は解散まで在任することになる。
北陸配電は「配電統制令に依り設立」（原始定款第1条）され、「配電事業の統制の為配電事業を営む」（原始定款第2条）ことを目的とする会社であったが、その配電統制令は国家総動員法廃止とそれに伴う電気事業法改正により1946年9月に廃止された。配電統制令失効に伴い、北陸配電を含む配電会社は電気事業法のみの適用を受ける一般供給事業者となった。

### 戦後の供給
終戦を挟む1945年度の年間販売電力量は前年度からほぼ半減の12.6億キロワット時となり、以後徐々に増加したものの、1950年度でも販売電力量は23.5億キロワット時に留まり戦中の水準を回復することはなかった。こうした終戦直後の需要落ち込みはその後短期間で解消されるのが全国的傾向であったが、北陸配電では戦中の筆頭需要家のアルミニウム精錬が終戦とともに消滅したこと、金属工業から化学工業（特にカーバイド工業）への転換が遅れたこと、それらへの電力割当の法的制限が発動されたことなどが要因で、供給量の回復に時間を要した。一方で、電灯供給は戦時下の灯火管制がなくなり電熱利用も増加したことから、戦後の販売量は戦中のおよそ2倍に増加している。
販売量と同様に発受電電力量も1950年度までに戦中の水準を回復することはなかった。まず自社発電量については、1948年度から1950年度にかけては戦中と同水準の年間6.6億キロワット時を維持した。この間の1949年（昭和24年）12月、福井県の九頭竜川水系にて足羽発電所（出力3,000キロワット）が運転を開始しており、以後発電所数は計68か所、総出力は10万4,249キロワットとなった（以降、電気事業再編成まで不変）。日本発送電においても発電所の新増設が進められ、同社北陸支店管内の発電所総出力は82万2,070キロワット（他に火力1万キロワット・ただし運転わずか）に達した。だが日本発送電から北陸配電への供給量は戦中よりも少なくなり、北陸支店管外への送電量が増加した。特に電力不足が目立った1947年度には全体の7割超が管外供給に充てられている。
戦後の電力不足に伴う電力制限については、1946年（昭和21年）8月から法的制限が発動された。11月には「電気需給調整規則」が制定され電力制限の方法が定められ、翌1947年（昭和22年）12月からは規則改正に伴い政府の経済安定本部が決定する電力割当制が始まった。この当時、食糧増産の国策を背景に化学肥料工業（アンモニア工業やカーバイド工業など）が盛んになり需要の回復が進みつつあったため、北陸でも電力不足が生じている。
1948年（昭和23年）6月28日に発生した福井地震では、家屋の罹災に伴い配電設備に大きな被害が出たほか、福井・石川両県の発電所計15か所が一時運転不能になり、多くの送電線・変電所が損壊した。被害額は788万円に及ぶ。震災に続く7月の豪雨でも発電停止や出力減退などの被害が生じた。

### 戦後の経営
資本金については、戦後1947年12月15日付で未払込金が徴収され、公称・払込資本金ともに1億2800万円とされた（以後全額払込）。戦後の増資は2回行われており、1948年5月19日付の増資で2億円、翌年2月26日付の増資で2億8000万円となっている。
戦後のインフレーションに際しては相次いで電気料金の値上げを実施した。まず1946年1月、他の配電会社と足並みをそろえて電灯料金を定額2倍・従量1.5倍、電力料金を2.5倍に引き上げた。翌1947年4月には2度目の値上げを実施し、電灯・電力料金ともに3倍に改定する。全国均一料金の原則があったが、この改定の際に500キロワット以上の大口電力契約に限り地域の電力原価に応じた料金差が認められた。その後全国均一の値上げとして、1947年7月1.4倍、1948年6月には約3倍の値上げを実施。1949年12月にも料金を改定し、電灯料金を定額2.1倍・従量1.3倍、電力料金を1.2倍に引き上げた。この値上げではGHQの方針により値上げ幅が圧縮され、さらに電灯料金・小口電力料金についても各自の原価を反映させた料金設定が認められた。この結果、北陸配電の電気料金は全国平均の半分以下という国内で最も低廉な料金となった。
インフレーションの影響で収入額も膨張し、1950年度の総収入は1945年度の62倍に達したが、1947年上期を除いて1949年上期まで純利益の計上もなく無配であった（復配は1950年上期から）。こうした戦後の収支も戦中と同様「プール計算制」に基づくものであった。戦後のプール計算制は、日本発送電に対する政府補給金が1945年度で打ち切られたため、配電会社9社に日本発送電を加えて収支を均衡させる本格的なものとなった。プール計算制により算出された日本発送電の卸売電力料金は、コスト面で不利な火力発電を抱える配電会社には有利に、低コストの水力発電で運営される北陸配電には不利（増額）に設定される傾向があった。しかしGHQの批判もあり、1948年下期以降プール計算制は縮小されていった。

## 電気事業再編成

### 再編成をめぐる議論

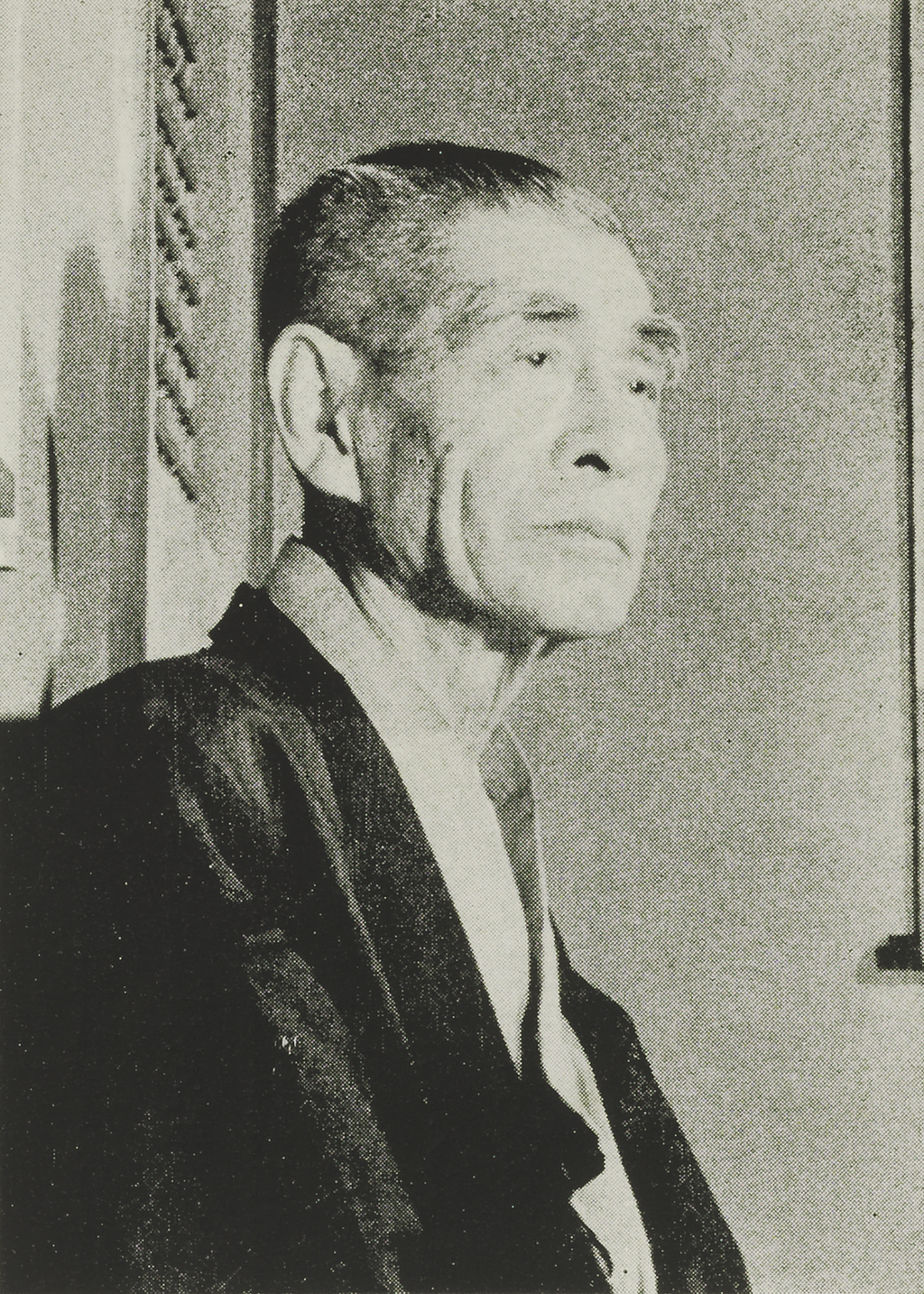
電気事業再編成審議会会長松永安左エ門（1953年）

1948年2月22日、北陸配電は他の配電会社ならびに日本発送電とともに過度経済力集中排除法（集排法）の指定を受けた。電力国家管理によって成立した日本発送電と9配電会社の体制を見直す動きは終戦後まもなく始まったが、集排法指定を機に本格化していく。
集排法指定を受け、各社は同年4月に再編成計画案を発表する。その内容は日本発送電と配電会社で大きな隔たりがあり、日本発送電側は発送配電事業の全国一元化を、配電会社側は適正規模による地区別会社での発送配電一貫経営をそれぞれ主張していた。以後、政府やGHQで再編成をめぐる議論が続けられる。その中で、1949年5月、GHQが北陸・中部・関西ブロックを統合する形で再編成した7ブロック案を検討しているのが明らかになる。この動きに対し北陸配電や北陸の経済界は北陸ブロックの独立を要求する陳情活動を展開した。
1949年11月、通商産業省の諮問機関として「電気事業再編成審議会」が立ち上げられる。審議会答申は翌1950年（昭和25年）2月に通商産業省へ提出された。その内容は、全国を9ブロックに分け新会社を設立しつつ日本発送電の設備の半分程度を電力融通会社に引き継がせるというものであったが、日本発送電を全面的に解体し設備をすべて9つの新会社に分配するという会長松永安左エ門の案（松永案）も参考として添付されていた。北陸配電は松永案を支持したが、同案には配電会社の立場に偏っているとの批判があった。しかし融通会社案ではGHQの賛同を得られず、通商産業省は松永案の採用を決定する。そして4月から再編成法案の国会審議が始まるが、今度は松永案が与党自由党を含め国会の支持を得られなかった。
1950年11月、政府は修正案を決定するが、今度はこの修正案がGHQの賛成を得られず行き詰った。連合国軍総司令官ダグラス・マッカーサーが吉田茂総理大臣宛に再編成促進を求める書簡が送付されたのを機に、政府はいわゆる「ポツダム政令」によって電気事業再編成を実施する方針へと転換する。そして松永案とほぼ同じ内容からなる「電気事業再編成令」を11月24日に公布した。

### 北陸電力設立と北陸配電解散
電気事業再編成令は、電力国家管理を廃止し、日本発送電・9配電会社の再編成によって発送配電一貫経営の独立した電力会社を新設することを目的とするポツダム政令である。再編成の対象10社は過度経済力集中排除法とその関連法、さらにこの再編成令に基づき再編されることとなった。
再編成令公布を受けて北陸配電では1951年（昭和26年）1月1日に「電力再編準備委員会」を社内に設置し再編成に関する準備に着手する。2月8日には、日本発送電北陸支店と協力の下作成した「企業再編成計画書」を公益事業委員会に提出。3月31日には公益事業委員会から再編成についての決定指令が下された。こうした準備を経て、1951年5月1日、電気事業再編成実施に伴い日本発送電と9配電会社は解散し、発電・送電・配電事業の一貫経営を担う新しい電力会社9社が発足した。北陸ブロックでは北陸電力株式会社がこれにあたる。
新会社・北陸電力の供給区域は、北陸配電の供給区域（富山・石川両県全域と三方郡・遠敷郡・大飯郡以外の福井県、岐阜県吉城郡坂下村）に岐阜県吉城郡神岡町（現・飛騨市）を加えた地域とされた。神岡町は中部配電の供給区域であったが、富山県に接し社内の送電連絡から孤立していたため再編成で北陸電力区域に編入されたものである。北陸電力へと継承された設備は、各社の業務設備と日本発送電の発電・送電・変電設備、北陸配電の発電・送電・変電・配電設備（同社のみ保有する全設備に相当）、中部配電の発電・配電設備であり、継承資産額は日本発送電10億83万0千円、北陸配電19億8531万2千円、中部配電263万0千円の合計29億8877万2千円であった。
また北陸電力の資本金は北陸配電の資本金2億8000万円に日本発送電からの継承分9000万円を加えた3億7000万円に設定された。従業員は北陸配電から4542人、中部配電から27人、日本発送電北陸支店から1327人をそれぞれ継承。役員も同社へ異動し、北陸電力初代社長には北陸配電初代社長山田昌作、副社長には北陸配電社長西泰蔵・日本発送電総務理事山本善次が就いた。
北陸電力設立の一方、北陸配電は同日付すなわち1951年5月1日付で解散した。当日の解散総会にて代表清算人に西泰蔵が就任する。以後清算手続きが進められ、同年8月1日時点での株主に対し持株10株（額面50円）につき北陸電力株式1株（額面500円）と余剰金3円を交付することなどが定められた。2年後の1953年（昭和28年）5月25日に清算結了総会が開催され、北陸配電の清算作業は終了した。

## 年表
- 1939年（昭和14年）
  - 4月1日 - 日本発送電設立。
- 1941年（昭和16年）
  - 3月10日 - 日本海電気・高岡電灯・金沢電気軌道・小松電気・大聖寺川水電・越前電気の6社ならびに各社の関係会社6社を加えた計12社で合併契約締結。
  - 8月1日 - 上記12社の新設合併により北陸合同電気株式会社が成立。
  - 8月30日 - 配電統制令公布。
  - 9月6日 - 逓信大臣より北陸配電株式会社設立命令発令。北陸配電の配電区域は富山県・石川県と福井県の若狭地方以外。
  - 9月20日 - 北陸配電設立委員会が発足。
  - 10月1日 - 旧日本海電気から持ち込まれた北陸合同電気の兼営都市ガス事業と関係会社株式が別会社に移され、日本海産業が発足。
- 1942年（昭和17年）
  - 3月28日 - 北陸配電創立総会開催。
  - 4月1日 - 北陸合同電気より日本発送電へ一部設備出資。また交通事業を出資し北陸鉄道設立。
  - 4月1日 - 北陸配電株式会社設立、北陸合同電気・京都電灯・日本電力・金沢市営電気を統合。資本金1億3800万円。初代社長山田昌作。
  - 10月15日 - 日本海産業解散、ガス事業のみ日本海瓦斯（現・日本海ガス）が継承。
  - 12月1日 - 北陸配電への第2次統合実施、五箇山電気ほか4事業統合。
- 1943年（昭和18年）
  - 3月1日 - 北陸配電への第2次統合実施、勝山電力ほか3事業統合。
  - 3月31日 - 岐阜県吉城郡坂下村を配電区域に追加。
  - 8月30日 - 自社株の償却で1億3500万円へと減資。
- 1945年（昭和20年）
  - 7月3日 - 自社株の消却で1億2800万円へと減資。
- 1946年（昭和21年）
  - 9月 - 配電統制令廃止。
  - 11月29日 - 初代社長山田昌作辞任。
  - 11月30日 - 第2代社長に金井久兵衛就任。
- 1947年（昭和22年）
  - 12月14日 - 金井久兵衛に代わり西泰蔵が第3代社長就任。
- 1948年（昭和23年）
  - 2月22日 - 日本発送電および他の配電会社とともに過度経済力集中排除法の指定を受ける。
  - 5月19日 - 2億円へと増資。
- 1949年（昭和24年）
  - 2月26日 - 2億8000万円へと増資。
- 1950年（昭和25年）
  - 11月24日 - 電気事業再編成令公布。
- 1951年（昭和26年）
  - 5月1日 - 北陸配電解散。北陸配電の全設備と日本発送電・中部配電両社の設備の一部を引き継ぎ北陸電力株式会社設立。

## 発電所一覧
北陸配電が運転した発電所は以下の70か所である。
- 発電所は水力発電所のみで、火力発電所は存在しない[11]。
- 発電所出力は解散直前の1951年4月末時点のもの。ただし北陸配電時代に廃止された2か所は廃止時点のものを採った。『北陸地方電気事業百年史』792-803頁を典拠とする。
- 発電所名・所在地・水系名は『北陸配電社史』479-481頁・『電気事業要覧』第34回189-192頁[68]による。
- 北陸配電時代に運転を開始した発電所のみ運転開始年月を記した（ただし該当は足羽発電所のみ）。その他は前所有者を記したが、北陸合同電気から移管された43か所については北陸合同電気に統合される直前の所有者（前々所有者）を記した。いずれも『北陸地方電気事業百年史』792-802頁を典拠とする。

### 富山県
| 発電所名     | 出力 (kW)  | 所在地                         | 所在地                                 | 運転開始年月 または前所有者 |
| 片貝川水系   | 片貝川水系 | 片貝川水系                     | 片貝川水系                             | 片貝川水系                  |
| ------------ | ---------- | ------------------------------ | -------------------------------------- | --------------------------- |
| 片貝第四     | 17,000     | 下新川郡片貝谷村（現・魚津市） | 北緯36度43分30.5秒 東経137度31分23秒   | 日本海電気                  |
| 片貝第三     | 3,400      | 下新川郡片貝谷村（現・魚津市） | 北緯36度43分45.7秒 東経137度30分53.5秒 | 日本海電気                  |
| 片貝第二     | 7,400      | 下新川郡片貝谷村（現・魚津市） | 北緯36度45分23.5秒 東経137度30分1.5秒  | 日本海電気                  |
| 片貝第一     | 4,000      | 下新川郡片貝谷村（現・魚津市） | 北緯36度46分20.8秒 東経137度29分14.5秒 | 日本海電気                  |
| 布施川       | 500        | 下新川郡東布施村（現・黒部市） | 北緯36度49分1.5秒 東経137度30分33.5秒  | 日本海電気                  |
| 早月川水系   |            |                                |                                        |                             |
| 白萩         | 3,000      | 中新川郡白萩村（現・上市町）   | 北緯36度38分46.2秒 東経137度32分9.7秒  | 立山水力電気                |
| 中村         | 4,100      | 中新川郡白萩村（現・上市町）   | 北緯36度42分5.7秒 東経137度26分22.0秒  | 立山水力電気                |
| 蓑輪         | 4,000      | 中新川郡東加積村（現・滑川市） | 北緯36度43分35.9秒 東経137度26分8.4秒  | 立山水力電気                |
| 早月第二     | 1,400      | 中新川郡東加積村（現・滑川市） | 北緯36度44分38.7秒 東経137度25分34.5秒 | 日本海電気                  |
| 早月第一     | 1,050      | 中新川郡東加積村（現・滑川市） | 北緯36度45分2.5秒 東経137度24分52.5秒  | 日本海電気                  |
| 森野         | 200        | 中新川郡東加積村（現・滑川市） |                                        | 加積電気                    |
| 上市川水系   |            |                                |                                        |                             |
| 滝橋         | 270        | 中新川郡白萩村（現・上市町）   |                                        | 日本海電気                  |
| 白岩川水系   |            |                                |                                        |                             |
| 二ツ橋       | 30         | 中新川郡大岩村（現・上市町）   |                                        | 土肥庄太郎                  |
| 神通川水系   |            |                                |                                        |                             |
| 熊野川第三   | 1,150      | 上新川郡大山村（現・富山市）   | 北緯36度31分53.4秒 東経137度19分13.1秒 | 日本海電気                  |
| 熊野川第一   | 1,800      | 上新川郡大山村（現・富山市）   | 北緯36度35分19.8秒 東経137度18分36.2秒 | 日本海電気                  |
| 熊野川第二   | 320        | 上新川郡大山村（現・富山市）   | 北緯36度36分11.7秒 東経137度17分55.5秒 | 日本海電気                  |
| 大久保       | 400        | 上新川郡大久保町（現・富山市） | 北緯36度35分29.5秒 東経137度11分22.5秒 | 日本海電気                  |
| 薄島         | 5,000      | 婦負郡杉原村（現・富山市）     | 北緯36度36分0秒 東経137度10分29秒      | 高岡電灯                    |
| 成子         | 1,320      | 婦負郡宮川村（現・富山市）     | 北緯36度36分36秒 東経137度10分39.5秒   | 高岡電灯                    |
| 成子第二     | 1,900      | 婦負郡宮川村（現・富山市）     | 北緯36度36分34.6秒 東経137度10分41.3秒 | 高岡電灯                    |
| 五平定       | 1,800      | 婦負郡宮川村（現・富山市）     | 北緯36度37分16.8秒 東経137度10分28.3秒 | 高岡電灯                    |
| 四津屋       | 1,370      | 婦負郡宮川村（現・富山市）     | 北緯36度37分52.2秒 東経137度9分57.5秒  | 高岡電灯                    |
| 下井沢       | 800        | 婦負郡熊野村（現・富山市）     | 北緯36度38分10.6秒 東経137度9分28.2秒  | 高岡電灯                    |
| 猟師ヶ原     | 960        | 婦負郡野積村（現・富山市）     | 北緯36度29分47.5秒 東経137度8分3.4秒   | 日本海電気                  |
| 滝の坂       | 105        | 婦負郡卯花村（現・富山市）     |                                        | 卯花組合                    |
| 山田         | 40         | 婦負郡山田村（現・富山市）     |                                        | 山田組合                    |
| 庄川水系     |            |                                |                                        |                             |
| 利賀         | 6.7        | 東礪波郡利賀村（現・南砺市）   |                                        | 利賀電気                    |
| 小矢部川水系 |            |                                |                                        |                             |
| 小矢部川第一 | 800        | 西礪波郡西太美村（現・南砺市） |                                        | 高岡電灯                    |

- 二ツ橋発電所は1943年12月廃止[69]。
- 利賀発電所は1949年2月廃止[69]。

### 石川県
| 発電所名     | 出力 (kW) | 所在地                       | 所在地                                 | 運転開始年月 または前所有者 |
| 犀川水系     | 犀川水系  | 犀川水系                     | 犀川水系                               | 犀川水系                    |
| ------------ | --------- | ---------------------------- | -------------------------------------- | --------------------------- |
| 寺津         | 1,124     | 石川郡犀川村（現・金沢市）   | 北緯36度27分31.7秒 東経136度43分9.0秒  | 金沢電気軌道                |
| 辰巳         | 900       | 石川郡犀川村（現・金沢市）   | 北緯36度30分3.3秒 東経136度42分32.3秒  | 金沢市営                    |
| 内川         | 240       | 石川郡内川村（現・金沢市）   |                                        | 鶴来町営                    |
| 小原         | 2,000     | 石川郡内川村（現・金沢市）   | 北緯36度29分22.2秒 東経136度40分53.8秒 | 小松電気                    |
| 手取川水系   |           |                              |                                        |                             |
| 中宮         | 3,000     | 石川郡吉野谷村（現・白山市） | 北緯36度16分17.5秒 東経136度43分4.0秒  | 雄谷川電力                  |
| 白峰         | 77        | 能美郡白峰村（現・白山市）   |                                        | 金沢電気軌道                |
| 市原         | 1,080     | 石川郡吉野谷村（現・白山市） | 北緯36度19分19.3秒 東経136度39分0.3秒  | 金沢市営                    |
| 吉野第一     | 5,150     | 石川郡吉野谷村（現・白山市） | 北緯36度21分8.2秒 東経136度37分29.7秒  | 金沢市営                    |
| 吉野第二     | 1,000     | 石川郡吉野谷村（現・白山市） | 北緯36度21分47.4秒 東経136度36分49.3秒 | 金沢市営                    |
| 三ツ瀬       | 420       | 能美郡鳥越村（現・白山市）   |                                        | 小松電気                    |
| 神子清水     | 280       | 能美郡鳥越村（現・白山市）   | 北緯36度20分46.2秒 東経136度36分29.5秒 | 手取川水力電気              |
| 福岡第一     | 3,760     | 石川郡河内村（現・白山市）   | 北緯36度24分2.5秒 東経136度37分38.6秒  | 金沢市営                    |
| 福岡第二     | 1,300     | 石川郡河内村（現・白山市）   |                                        | 金沢市営                    |
| 白山         | 1,470     | 石川郡河内村（現・白山市）   | 北緯36度26分8.5秒 東経136度37分59.0秒  | 手取川水力電気              |
| 鶴来         | 1,600     | 石川郡鶴来町（現・白山市）   | 北緯36度26分46.3秒 東経136度37分31.0秒 | 石川電気                    |
| 坂尻         | 60        | 石川郡林村（現・白山市）     |                                        | 石川電力                    |
| 動橋川水系   |           |                              |                                        |                             |
| 今立         | 100       | 江沼郡東谷奥村（現・加賀市） |                                        | 大聖寺川水電                |
| 大聖寺川水系 |           |                              |                                        |                             |
| 九谷         | 1,660     | 江沼郡西谷村（現・加賀市）   | 北緯36度11分29.5秒 東経136度25分36.5秒 | 大聖寺川水電                |
| 枯淵         | 850       | 江沼郡西谷村（現・加賀市）   | 北緯36度12分34.7秒 東経136度22分3.0秒  | 温泉電軌                    |
| 我谷         | 600       | 江沼郡西谷村（現・加賀市）   |                                        | 大聖寺川水電                |
| 山中         | 528       | 江沼郡山中町（現・加賀市）   |                                        | 大聖寺川水電                |

### 福井県
| 発電所名     | 出力 (kW)    | 所在地                       | 所在地                                 | 運転開始年月 または前所有者 |
| 九頭竜川水系 | 九頭竜川水系 | 九頭竜川水系                 | 九頭竜川水系                           | 九頭竜川水系                |
| ------------ | ------------ | ---------------------------- | -------------------------------------- | --------------------------- |
| 川上         | 210          | 坂井郡長畝村（現・坂井市）   |                                        | 越前電気                    |
| 平泉寺第一   | 560          | 大野郡平泉寺村（現・勝山市） | 北緯36度2分22.8秒 東経136度33分13.1秒  | 勝山電力                    |
| 平泉寺第二   | 400          | 大野郡平泉寺村（現・勝山市） | 北緯36度2分21.5秒 東経136度32分26.3秒  | 勝山電力                    |
| 一本松       | 135          | 大野郡勝山町（現・勝山市）   |                                        | 勝山電力                    |
| 木根橋       | 800          | 大野郡北谷村（現・勝山市）   |                                        | 京都電灯                    |
| 中尾         | 800          | 大野郡北谷村（現・勝山市）   | 北緯36度5分54.8秒 東経136度32分28.0秒  | 京都電灯                    |
| 薬師         | 800          | 大野郡野向村（現・勝山市）   | 北緯36度5分32.8秒 東経136度31分31.0秒  | 京都電灯                    |
| 神谷         | 192          | 大野郡野向村（現・勝山市）   |                                        | 勝山電力                    |
| 持越         | 750          | 今立郡上池田村（現・池田町） | 北緯35度55分47.7秒 東経136度21分27.7秒 | 越前電気                    |
| 白粟         | 500          | 今立郡下池田村（現・池田町） | 北緯35度56分12.5秒 東経136度21分39.2秒 | 越前電気                    |
| 足羽         | 3,000        | 足羽郡上宇坂村（現・福井市） | 北緯35度59分6.5秒 東経136度21分54.3秒  | 1949年12月                  |
| 小和清水     | 1,500        | 足羽郡下宇坂村（現・福井市） | 北緯36度1分0.2秒 東経136度20分50.3秒   | 京都電灯                    |
| 宿布         | 140          | 足羽郡酒生村（現・福井市）   | 北緯36度0分48.3秒 東経136度18分6.8秒   | 京都電灯                    |
| 一乗谷       | 48           | 足羽郡一乗谷村（現・福井市） |                                        | 京都電灯                    |
| 湯尾         | 300          | 南条郡湯尾村（現・南越前町） |                                        | 越前電気                    |
| 一光川水系   |              |                              |                                        |                             |
| 五太子       | 200          | 丹生郡西安居村（現・福井市） |                                        | 京都電灯                    |
| 大味川水系   |              |                              |                                        |                             |
| 蒲生         | 1,600        | 丹生郡越廼村（現・福井市）   | 北緯36度1分49.0秒 東経136度0分27.0秒   | 越前電気                    |
| 大味川       | 200          | 丹生郡殿下村（現・福井市）   |                                        | 越前電気                    |
| 河野川水系   |              |                              |                                        |                             |
| 河野         | 50           | 南条郡河野村（現・南越前町） |                                        | 越前電気                    |
| 笙の川水系   |              |                              |                                        |                             |
| 疋田         | 530          | 敦賀郡中郷村（現・敦賀市）   | 北緯35度36分57.8秒 東経136度4分58.8秒  | 京都電灯                    |
| 粟野         | 250          | 敦賀郡粟野村（現・敦賀市）   |                                        | 京都電灯                    |

### 備考
北陸電力への移管
北陸配電解散直前にあたる1951年4月末時点での水力発電所は合計68か所・総出力10万4,249キロワットであった。これらはすべて電気事業再編成に伴い1951年5月1日新設の北陸電力へと引き継がれている。なお北陸電力は日本発送電が北陸地方に持っていた発電所の一部と中部配電の水力発電所2か所を引き継ぎ、水力98か所・火力1か所の総出力40万4,221キロワットの発電力をもって発足した。
統合対象外の発電所
1939年に発足した日本発送電は1942年4月にかけて電力管理法対象設備の強制出資を受けたが、それ以降も北陸地方では富山県営発電所の出資を受け（1942年6月）、日本拓業（同年10月）・日本水力工業（1944年5月）の2社から発電所を取得した。さらに同社は1945年8月黒部川電力の合併を予定したが、合併期日直前の太平洋戦争終戦で合併は流れた。この黒部川電力は富山県内では黒部川水系に6か所の水力発電所を持っていた。
また1951年3月末時点で、自家用水力発電所（自家用電気工作物）として富山県内に富山地方鉄道弥太蔵発電所（出力1,500キロワット）が、石川県内に日本鉱業尾小屋鉱山丸山発電所（出力1,190キロワット）・阿手発電所（出力120キロワット）がそれぞれ存在した。うち日本鉱業は戦前特定電気供給事業者（他の電気事業に電気を供給する事業者）の扱いを受け、2つの発電所も自家用ではなく電気事業用に含まれたが、北陸配電には統合されていない。